# ロングウッドステーション
ロングウッドステーション（英文名称:LONGWOOD STATION）は、千葉県長生郡長柄町に存在する施設である。
名目上はショッピングセンターだが通年で営業している店舗は開業当初からほとんど無く、実際はイベント会場やロケーション撮影用のスタジオとして利用されている。

## 概要
千葉県長柄町の長柄ダムに隣接したショッピングセンターで、2009年9月1日に総合企業「アール・エフ」（東京都墨田区）により「ロングウッドステーション」として開業した。看板などでは「LONGWOOD STATION」と表記されている。
同地では2004年にアウトレットモール「アウトレットコンサート長柄」が開業したが、親会社であるエスグラントコーポレーションの倒産により施設維持ができず、2009年3月31日に閉鎖された。その跡地にロングウッドステーションが建設されたもので、一部の建物が取り壊されて1,000坪の芝生がある広場になった。
2010年6月より、毎月第一土曜日（のち第一日曜日）にフリーマーケット「なんでんかんでんマーケット」を開催している。2010年9月から2013年12月までは、なんでんかんでんマーケットと同時に千葉テレビ放送で放送されている子供番組「チュバチュバワンダーランド」のご当地ヒーロー「Captain☆C」およびチュバが登場するステージイベント（天候不順時には屋内ホール）を定期的に開催していた。

## 施設内容
2013年7月現在、フードコートのみがイベント時に営業されている。ただし、施設の都合により、必ず営業される訳ではない。テナントは1店舗のみ。駐車場は無料である。
過去には、屋外多目的ステージ、人工芝滑り（横35m・縦20m、ソリ貸し出し）、館内1周のロードトレイン、メリーゴーラウンド、おもしろ自転車、ゲームセンターやバッテリーカーなどの室内アミューズメントを直接運営していた。

### RC HIROBA らじこんひろば
電動ホビーラジコンカーの新品販売、中古買い取り・中古品販売、屋内RCサーキットの時間貸しを行っていた。移転の為、2019年1月20日営業終了と発表された。詳細は、らじこんひろばの公式ブログを参照。

## 撮影利用作品

### ドラマ・映画
- 映画『DOG×POLICE 純白の絆』(2011年)
- オリジナルビデオ『仮面ライダー4号』（2015年）
- 映画『グラスホッパー』（2015年）[2]
- ドラマ『相棒 season14』最終話（2016年）
- 映画 『劇場版 動物戦隊ジュウオウジャー ドキドキサーカスパニック!』（2016年）
- 映画 『サバイバルファミリー』（2017年）
- ドラマ『ゼロ 一獲千金ゲーム』（2018年）
- ドラマ『絶対零度』6話 （2018年）
- ドラマ『仮面ライダーガウ』1話 （2024年）

### 音楽作品
- 坂本真綾「はじまりの海」ミュージックビデオ（2013年）
- E-girls「ごめんなさいのKissing You」ミュージックビデオ（2013年）
- KANA-BOON「ウォーリー・ヒーロー」ミュージックビデオ（2013年）
- UNISON SQUARE GARDEN「桜のあと（all quartets lead to the?）」ミュージックビデオ（2013年）
- AKINO with bless4「エクストラ・マジック・アワー」ミュージックビデオ（2014年）
- オーケー・ゴー「I Won't Let You Down」ミュージックビデオ（2014年）
- 三浦大知「SING OUT LOUD」ミュージックビデオ（2015年）
- POLYSICS「SUN ELECTRIC」ミュージックビデオ（2016年）
- アンジュルム 「ナミダイロノケツイ」ミュージックビデオ（2017年）
- Kis-My-Ft2「L.O.V.E.」ミュージックビデオ（2018年）
- ヤバイTシャツ屋さん「かわE」ミュージックビデオ（2018年）
- IZ*ONE「好きと言わせたい」ミュージックビデオ（2019年）
- 日向坂46「キツネ」ミュージックビデオ（2019年）
- =LOVE「君と私の歌」ミュージックビデオ（2020年）
- UVERworld「AS ONE」ミュージックビデオ（2020年）
- Creepy Nuts「かつて天才だった俺たちへ」ミュージックビデオ（2020年）
- モーニング娘。'20「純情エビデンス」ミュージックビデオ（2020年）
- ドラマストア「希望前線」ミュージックビデオ(2020年)
- ハンブレッダーズ「再生」ミュージックビデオ（2021年）
- なにわ男子「初心LOVE」ミュージックビデオ（2021年）
- BEYOOOOONDS「ハムカツ黙示録」ミュージックビデオ（2022年）
- Official髭男dism「ホワイトノイズ」ミュージックビデオ（2023年）
- M.S.S.Project「ZEROから始◎ドーナッツ☆」     ミュージックビデオ(2024年)
- ≒JOY「夢見る♡アイドル」ミュージックビデオ（2024年）
- スキマスイッチ「逆転トリガー」ミュージックビデオ（2024年）
- HAGANE「Start Our Journey」ミュージックビデオ（2024年）

### その他
- 坂井真紀主演、ディックのウェブムービー「I am a HERO.」（2007年）

## 宣伝活動
2010年から、千葉テレビ放送で、テナント募集を含めたCMを放送するようになった。前述した『チュバチュバワンダーランド』のステージショーの模様が番組内で放送されることがある。ただし、15分版はモラージュ柏の一社提供であるため、モラージュ柏のショーが放送されることが多い。ステージショーは、2013年12月で毎月の開催を終了した。
イベント開催の告知は公式ホームページに掲載される。なお、ブログは2013年5月中旬以降更新されていない。

## 交通アクセス
自動車
京葉道路蘇我インターチェンジより県道14号千葉茂原線（茂原街道）に入り約30分。
首都圏中央連絡自動車道（圏央道）茂原長南インターチェンジより県道147号長柄大多喜線、県道14号千葉茂原線。
鉄道・路線バス
JR内房線浜野駅・京成線ちはら台駅から路線バス（小湊鉄道・ロングウッドステーション行き）を利用。浜野駅から約40分。
JR外房線茂原駅から路線バス（小湊鉄道・ロングウッドステーション行き）を利用、茂原駅から約30分。